# Военная диктатура в Бразилии
Бразильское военное правительство (также известно в Бразилии как Пятая Бразильская Республика) — авторитарная военная диктатура, управлявшая Бразилией с 1 апреля 1964 года по 15 марта 1985 года. За этот период сменилось пять президентов, все они были генералами армии. При этом президент страны избирался военными и затем утверждался Конгрессом, чтобы создать представление о свободных выборах.
Военная диктатура длилась почти двадцать один год и закончилась 15 марта 1985 года, после того, как в должность президента вступил Жозе Сарней.

## Умберту Кастелу Бранку (с 1964 года)
Всё началось в 1964 году с военного переворота, возглавляемого Вооруженными силами, против администрации президента Жуана Гуларта, который, будучи вице-президентом, вступил в должность президента после отставки предыдущего демократически избранного главы государства — Жаниу Куадруша.
Военный мятеж возглавили: Жозе де Магальяйнс Пинту, Адемар де Баррос и Карлос Лакерда (который уже участвовал в заговоре против Жетулиу Варгаса в 1945 году), а также губернаторы штатов Минас-Жерайс, Сан-Паулу и Гуанабара.
К власти пришёл маршал Умберту Кастелу Бранку.
Переворот был спланирован и осуществлён наиболее важными командирами бразильской армии и получил поддержку почти всех высокопоставленных военных, наряду с консервативными элементами бразильского общества, такими, как Католическая церковь и антикоммунистические гражданские движения, состоящих из представителей бразильского среднего и высшего классов. На международном уровне он был поддержан Государственным департаментом США через посольство США в городе Бразилиа.

## Артур да Коста-и-Силва (с 1967 года)
Артур да Коста-и-Силва был одним из организаторов переворота 1964 года. Далее занимал должность военного министра в правительстве Умберту Кастелу Бранку. В 1966 году ушёл в отставку, чтобы баллотироваться на должность президента Бразилии. Выборы выиграл и принёс присягу президента 15 марта 1967 года.

## Эмилиу Гаррастазу Медиси (с 1969 года)
Фактически недееспособный президент Артур да Коста-и-Силва (у которого незадолго до этого случился инсульт) был свергнут, в результате военного переворота, и 31 августа 1969 года — к власти пришла хунта. 30 октября того же года она передала власть Эмилиу Гаррастазу Медиси, также генералу.

## Эрнесту Гайзел (с 1974 года)
Эрнесту Гайзел, председатель Верховного военного трибунала в 1967—1969 годах, был выдвинут кандидатом в президенты в 1973 году от Альянса национального возрождения и избран подавляющим большинством голосов. Вступил в должность 15 марта 1974 года.
В 1978 году назначил своим преемником Жуана Фигейреду и 15 марта 1979 ушёл в отставку.

## Жуан Фигейреду (с 1979 года)
Жуан Фигейреду был выдвинут на должность президента Бразилии в январе 1978 года и 15 октября избран на должность президента. Вступил в должность 15 марта 1979 года.
Во время президентства Фигейреду в Бразилии продолжился процесс либерализации режима, начавшийся ещё во время президентства его предшественника Эрнесту Гайзела.

## Итоги
Несмотря на первоначальные обещания, военное правительство в 1967 году приняло новую, ограничительную по своему содержанию Конституцию и подавило свободу слова и политическую оппозицию. Режим следовал политике бразильского национализма и антикоммунизма. При этом поощрялось экономическое развитие, путём довольно жёстких мер (см. Бразильское экономическое чудо).
Авторитарность режима несколько смягчилась начиная с 1979 года.

## Сопротивление режиму
- Герилья в Капарао (1966—1967)
- Арагуайская герилья (1967—1974)